# Бородавкин, Александр Павлович
Алекса́ндр Па́влович Борода́вкин (6 октября 1919, Катаржина, Тираспольский уезд — 21 мая 1996, Барнаул) — советский и российский историк, доктор исторических наук (1972), заслуженный деятель науки РСФСР (1980), профессор Алтайского государственного университета, заведующий Проблемной научно-исследовательской лабораторией истории, археологии и этнографии Сибири в Томском государственном университете.

## Биография
Родился в семье бухгалтера Павла Александровича, бывшего участника Первой мировой войны (? — 1941), и учительницы начальных классов Софьи Михайловны (1894—1983). Окончил исторический факультет Одесского университета (1941), участвовал в Великой Отечественной войне. По окончании Краснодарского минометно-артиллерийского училища служил на Воронежском фронте в должности заместителя командира батареи. После тяжелого ранения в левую ногу 8 сентября 1942 года был эвакуирован в Красноярск и находился там на лечении до июня 1943 года.
Работал в Управлении НКВД по Красноярскому краю инспектором хозяйственного отдела, но уже в августе 1943 года перешел на должность преподавателя историко-филологического факультета Красноярского педагогического института. До октября 1946 года — декан историко-филологического факультета, заместитель директора института по учебно-научной работе Затем А. П. Бородавкин переехал в Томск, куда его пригласили для учёбы в аспирантуре при ТГУ.
С 1 ноября 1946 года — старший преподаватель, с 1 сентября 1954 по сентябрь 1968 года — доцент кафедры истории СССР ТГУ. В марте — апреле 1948 и с 27 сентября 1956 по 1 мая 1958 года исполнял обязанности заведующего кафедрой. Под руководством доцента В. Ю. Гессена А. П. Бородавкин подготовил и 8 декабря 1950 г. в совете историко-филологического факультета ТГУ защитил диссертацию «Публицист С. С. Шашков и его исторические воззрения» на соискание ученой степени кандидата исторических наук (официальные оппоненты — профессор И. М. Разгон, доценты В. Ф. Федоров и Н. Ф. Бабушкин).
С 15 января 1956 по 1 сентября 1958 года был заместителем, а с 13 ноября 1963 по апрель 1965 года — деканом историко-филологического факультета ТГУ. С 30 мая 1968 по июнь 1973 года А. П. Бородавкин — заведующий Проблемной научно-исследовательской лаборатории истории, археологии и этнографии Сибири (ПНИЛ ИАЭС). В 1972 году защитил докторскую диссертацию «Реформа 1861 г. на Алтае» (официальные оппоненты Б. Г. Литвак, З. Г. Карпенко и М. Е. Плотникова).
В 1973 году был приглашен на работу в только что открытый в Барнауле Алтайский государственный университет (АГУ). С 12 июня 1973 по 1 июня 1976 года — проректор по учебной и научной работе АГУ. С 16 сентября 1973 года он заведовал кафедрой истории СССР, с 1984 по 14 июня 1989 года — кафедрой дореволюционной отечественной истории. С 14 июня 1989 года — профессор, с 15 февраля 1990 года — профессор-консультант.
Супруга — химик Людмила Александровна Першина (1922—2004).

## Работы
- Совместно с Г. П. Шатровой. Декабрист Г. С. Батеньков. Томск, 1960;
- Совместно с Г. Х. Рабиновичем, Л. Г. Сухотиной. Об особенностях развития капитализма в Сибири (1861-сер. 90-х гг. XIX в.) // Труды ТГУ. 1965. Т. 158.;
- Совместно с А. А. Говорковым. К истории торговли и торгово-ростовщического капитала в Сибири (1861—1891 гг.) // Там же;
- Совместно с А. Т. Топчием. Наделы и повинности мастеровых и урочников на Алтае по реформе 1861 г. // Из истории Сибири. Томск, 1970. Вып. 1;
- Совместно с А. Т. Топчием. Учреждение мировых посредников на Алтае // Итоги и задачи изучения истории Сибири досоветского периода. Новосибирск, 1971;
- Реформа 1861 г. на Алтае. Томск, 1972;
- Совместно с А. Т. Топчием. Реформа 1861 г. и Сибирь // Крестьянство Сибири в эпоху капитализма. Новосибирск, 1983;
- Совместно с Ю. С. Булыгиным, С. И. Маслениковским, М. Ф. Розеном. Алтай в ХVII-XVIII вв. // История Алтая: Учебное пособие. Барнаул, 1983. Ч. 1;
- Совместно с Т. М. Винниковой. Алтайский горный округ в первой половине XIX в. // Там же;
- Падение крепостного права на Алтае // Очерки истории Алтайского края. Барнаул, 1987;
- Алтай в XVIII — первой половине XIX в. // Энциклопедия Алтайского края. Барнаул, 1995. Т. 1.

## Награды и звания
- Орден Отечественной войны I степени (1990);
- Медаль «За победу над Германией в Великой Отечественной войне 1941—1945 гг.» (1946);
- Медаль «За доблестный труд в Великой Отечественной войне 1941—1945 гг.» (1946).
- Заслуженный деятель науки РСФСР (1980).

## Архивные источники
- Личное дело А. П. Бородавкина // Архив АГУ.